# Luis Zúñiga Paredes
Luis Zúñiga Paredes (Quito, 7 de diciembre de 1955) es un novelista y poeta ecuatoriano.

## Biografía y obra
Realizó su bachillerato en el Colegio San Gabriel de Quito, Ecuador, y luego sus estudios universitarios en antropología y arqueología en la Universidad Católica, la Universitá Degli Studi “La Sapienza” en Roma, y la Universitá Internazionale Dell’Arte en Florencia, Italia. 
Durante su estancia en Roma (1982-83), escribió su segundo poemario titulado "Del barrio a la ciudad", que fuera publicado dos años más tarde en Ecuador (finales de 1984) con ilustraciones del autor. En Florencia, Italia, comenzó a trabajar en anotaciones para su primera novela histórica, "Manuela", publicada en 1991, y que hoy supera los 220.000 ejemplares en quince ediciones nacionales e internacionales (Ecuador, Colombia, Cuba, Perú y Venezuela).
Su inclinación literaria por la historia hizo que en esa línea escribiera tres de sus cinco novelas: "Manuela" (1991, Premio Nacional de novela Joaquín Gallegos Lara del Municipio de Quito), acerca de la vida de la patriota quiteña y compañera del Libertador Simón Bolívar en la independencia; "Rayo" (1997, Primera Mención del Jurado de la Bienal de la Novela ecuatoriana) que es una obra sobre el asesinato del famoso dictador ecuatoriano Gabriel García Moreno; y "Un As de alto vuelo" (2010), novela como un homenaje al piloto italiano Elia Liut, quien realizó el primer vuelo sobre los Andes del Ecuador, en 1920. 
Sus otras dos novelas de ficción son: "Extasia" (2007) −escrita durante los tres años que el autor vivió en La Habana−, obtuvo la primera mención del Jurado del Premio Nacional Joaquín Gallegos Lara; y su más reciente, "Karaoke" (2015), acerca del mundo virtual, la comunicación y la nueva crisis existencial de la civilización contemporánea. Ha publicado tres poemarios: "Ruidos intercostales" (1982), "Del barrio a la ciudad" (1985) y "Versiones" (1996) y en teatro escribió el monólogo dramático "La celebración" (2011).   
Además de la literatura −por su compromiso con los temas humanos y sociales, y por su experiencia y formación de antropólogo−, Zúñiga trabajó durante varios años en derechos económicos, sociales, culturales y construcción de paz en Venezuela, Colombia, Ecuador, Perú y Bolivia. Ello permitió que conociera de cerca y de manera directa una parte de la realidad de las distintas regiones rurales y urbanas de esos países, y participara en procesos comunitarios y organizativos, especialmente con organizaciones afro andinas. Ejerció también, durante tres años, la función diplomática y cultural en Cuba. Hoy, aparte de su trabajo narrativo, investiga y escribe sobre temas de cultura y sociedad.

## Obras[2]

### Novelas
- Manuela (1991)
- Rayo (1997),
- Extasia (2007)
- Un as de alto vuelo (2010)
- Karaoke (2015).

### Poesía
- Ruidos intercostales (1982),
- Del barrio a la ciudad (1985)
- Versiones (1996).

### Teatro
- La celebración (2011)